# Ruznama-yi Millati
Die persischsprachige Zeitschrift Ruznama-yi Millati (persisch روزنامه ملتی, DMG Rūznāma-i millatī, ‚Das nationale Journal‘) wurde zwischen 1866 und 1870 in Teheran herausgegeben. Sie erschien monatlich in insgesamt 33 Ausgaben. Zusammen mit der Ruznama-i Dawlati und der Ruznama-i ʿilmi wurde die Ruznama-yi Millati unter der Aufsicht von Iʿtizāduʾ s-Salṭana herausgegeben. Der obere Teil jeder Seite zeigt die Abbildung einer Moschee, die den nationalen Charakter der Zeitschrift widerspiegelt.
Inhaltlich beschäftigte sich die Zeitschrift vor allem mit den Bibliographien bedeutender Dichter. Ein erklärtes Ziel der Zeitschrift war es, von der Schriftsprache der Elite zur gesprochenen Sprache der Massen überzugehen, indem sie einen auf die Kommunikation mit dem Volk ausgerichteten Stil (mardum) annahm.